# Farranula gracilis
Farranula gracilis är en kräftdjursart som först beskrevs av James Dwight Dana 1849.  Farranula gracilis ingår i släktet Farranula och familjen Corycaeidae. Inga underarter finns listade i Catalogue of Life.